# Gruškovec
Gruškovec je naselje v Občini Cirkulane.

## Opis
Gruškovec je razloženo obmejno naselje, na slemenih nad dolinama potokov Bela in Duga, JV od Gruškovskega Huma (341m). Na prisojnih pobočjih so manjši vinogradi, na osojah pa gozd.